# 3. Budapesti Nemzetközi Cirkuszfesztivál
A 3. Budapesti Nemzetközi Cirkuszfesztivál (angolul: 3rd International Circus Festival of Budapest) 2000. január 13. és 17. között került megrendezésre Budapesten, a Fővárosi Nagycirkuszban. Az „A” műsorra január 13-án és 16-án, a „B” műsorra január 14-én és 15-én került sor. A gála műsort január 17-én tartották.

## A fesztiválon fellépő művészek

### „A” műsor
Az „A” műsort január 13-án, csütörtökön 19 órakor és január 16-án, vasárnap 19 órakor mutatták be a Fővárosi Nagycirkuszban. Az előadás 2 órás volt, egy 15 perces szünettel. A nemzetközi, szakmai zsűri szavazatai alapján a legjobbak jutottak tovább a gálaműsorba. 17 produkciót nézett meg a zsűri.
A műsort hagyományosan az Állami Artistaképző Intézet növendékei nyitották meg, majd a parádén felvonultak a versenyzők.
| #  | Előadó                    | Szám                            | Ország        | Eredmény     |
| -- | ------------------------- | ------------------------------- | ------------- | ------------ |
| 01 | Hunan Troupe              | akrobatikus tányéregyensúlyozás | Kína          | Kiesett      |
| 02 | Tirano                    | rúddobó akrobaták               | Magyarország  | Továbbjutott |
| 03 | Volker Maria Maier        | botzsonglőr                     | Németország   | Továbbjutott |
| 04 | Warrior Princesses        | rúdegyensúlyozók                | Magyarország  | Továbbjutott |
| 05 | A. Chelnokov és M. Volkov | játék a golyón                  | Oroszország   | Kiesett      |
| 06 | Zozo                      | bohóctréfa                      | Magyarország  | Kiesett      |
| 07 | Zhang Fan                 | egyensúlyozás lengő drótkötélen | Kína          | Továbbjutott |
| 08 | Ewelyn és Cristian        | ugródeszka akrobaták            | Románia       | Kiesett      |
| 09 | Zozo                      | bohóctréfa                      | Magyarország  | Kiesett      |
| 10 | Didyk csoport             | akrobatika dupla hintáról       | Ukrajna       | Továbbjutott |
| 11 | Douglas Mac Valley        | halálkatlan                     | Brazília, USA | Díszvendég   |
| 12 | Nereus Lajos              | zsonglőr                        | Magyarország  | Továbbjutott |
| 13 | Nesterov                  | idomított állatok               | Oroszország   | Kiesett      |
| 14 | Jonan Logan               | komikus                         | Kanada        | Továbbjutott |
| 15 | Anton Chelnokov           | légtornász                      | Oroszország   | Továbbjutott |
| 16 | Zozo                      | bohóctréfa                      | Magyarország  | Kiesett      |
| 17 | Hunan Troupe              | kerékpárművészek                | Kína          | Kiesett      |

A műsort hagyományosan a finálé zárta, ahol a fellépő művészek még egyszer felvonultak.

### „B” műsor
A „B” műsort január 14-én, pénteken 19 órakor és január 15-én szombaton, 19 órakor mutatták be a Fővárosi Nagycirkuszban. Az előadás 2 órás volt, egy 15 perces szünettel. A nemzetközi, szakmai zsűri szavazatai alapján a legjobbak jutottak tovább a gálaműsorba. 16 produkciót nézett meg a zsűri.
A műsort hagyományosan az Állami Artistaképző Intézet növendékei nyitották meg, majd a parádén felvonultak a versenyzők.
| #  | Előadó             | Szám                               | Ország        | Eredmény     |
| -- | ------------------ | ---------------------------------- | ------------- | ------------ |
| 01 | Hunan Troupe       | kendő zsonglőrök                   | Kína          | Továbbjutott |
| 02 | Michael Guillaume  | kézegyensúlyozó                    | Franciaország | Továbbjutott |
| 03 | Nesterov           | idomított állatok                  | Oroszország   | Továbbjutott |
| 04 | Sallai Tibor       | komikus                            | Magyarország  | Továbbjutott |
| 05 | Duo Ruzsilla       | zsonglőrök                         | Oroszország   | Kiesett      |
| 06 | Arias Brothers     | dobóakrobaták                      | Kuba          | Továbbjutott |
| 07 | Zozo               | bohóctréfa                         | Magyarország  | Kiesett      |
| 08 | Marina Osinskaya   | szépség és ügyesség a magas dróton | Oroszország   | Továbbjutott |
| 09 | Douglas Mac Valley | halálkatlan                        | Brazília, USA | Díszvendég   |
| 10 | Duo Chaimordanovi  | egyensúlyozók                      | Oroszország   | Kiesett      |
| 11 | Jonan Logan        | komikus                            | Kanada        | Kiesett      |
| 12 | Rondo Veneziano    | rúddobó akrobaták                  | Oroszország   | Kiesett      |
| 13 | Rippel Brothers    | kézegyensúlyozók                   | Magyarország  | Továbbjutott |
| 14 | Sergej Mazurin     | légtornász                         | Oroszország   | Továbbjutott |
| 15 | Zozo               | bohóctréfa                         | Magyarország  | Kiesett      |
| 16 | Hunan Troupe       | ugródeszka akrobaták               | Kína          | Kiesett      |

A műsort hagyományosan a finálé zárta, ahol a fellépő művészek még egyszer felvonultak.

### Gálaműsor
A gálaműsort január 17-én, hétfőn 19 órakor mutatták be a Fővárosi Nagycirkuszban. Az előadás 2 órás volt, egy 15 perces szünettel. 16 produkció lépett fel. A mezőnyt az „A” műsor és „B” műsor továbbjutói alkották.
A műsort hagyományosan az Állami Artistaképző Intézet növendékei nyitották meg, majd a parádén felvonultak a versenyzők.
| #  | Előadó                  | Szám                               | Ország        | Helyezés | Díj           |
| -- | ----------------------- | ---------------------------------- | ------------- | -------- | ------------- |
| 01 | Tirano                  | rúddobó akrobaták                  | Magyarország  | —        | —             |
| 02 | Sergej Mazurin          | légtornász                         | Oroszország   | —        | —             |
| 03 | Jonan Logan             | komikus                            | Kanada        | —        | —             |
| 04 | Zhang Fan               | egyensúlyozás lengő drótkötélen    | Kína          | 1.       | Arany fokozat |
| 05 | Warrior Princesses      | rúdegyensúlyozók                   | Magyarország  | —        | —             |
| 06 | Nereus Lajos            | zsonglőr                           | Magyarország  | 3.       | Bronz fokozat |
| 07 | Sergej & Elena Nesterov | idomított állatok                  | Oroszország   | —        | —             |
| 08 | Anton Chelnokov         | légtornász                         | Oroszország   | —        | —             |
| 09 | Didyk csoport           | akrobatika a dupla hintáról        | Ukrajna       | 3.       | Bronz fokozat |
| 10 | Sallai Tibor            | komikus                            | Magyarország  | —        | —             |
| 11 | Rippel Brothers         | kézegyensúlyozók                   | Magyarország  | 2.       | Ezüst fokozat |
| 12 | Volker Maria Maier      | botzsonglőr                        | Németország   | —        | —             |
| 13 | Arias Brothers          | dobóakrobaták                      | Kuba          | —        | —             |
| 14 | Michael Guillaume       | kézegyensúlyozó                    | Franciaország | —        | —             |
| 15 | Marina Osinskaya        | szépség és ügyesség a magas dróton | Oroszország   | 2.       | Ezüst fokozat |
| 16 | Hunan csoport           | kendő zsonglőrök                   | Kína          | 3.       | Bronz fokozat |

A műsort hagyományosan a finálé zárta, majd átadták a Pierrot-díjakat.

## A fesztivál győztesei
| Díj           | Elnyerte         | Ország       | Szám                            |
| ------------- | ---------------- | ------------ | ------------------------------- |
| Arany fokozat | Zhang Fan        | Kína         | egyensúlyozás lengő drótkötélen |
| Ezüst fokozat | Rippel Brothers  | Magyarország | kézegyensúlyozás                |
| Ezüst fokozat | Marina Osinskaya | Oroszország  | szépség és ügyesség             |
| Bronz fokozat | Didyk csoport    | Ukrajna      | akrobatika dupla hintáról       |
| Bronz fokozat | Hunan Troupe     | Kína         | kendőzsonglőrök                 |
| Bronz fokozat | Nereus Lajos     | Magyarország | zsonglőr                        |

Szecső András méltatása a győztes, Csang Fan produkciójáról:

| „ | Az aranydíjat pedig egy kilencéves (!) kínai kissrác, Zhang Fan vihette haza. Tegyük hozzá, nem is érdemtelenül: olyasmit követett el egy laza, ide-oda himbálódzó drótkötélen, amelyhez itt-ott, elemeiben tán már láthattunk hasonlót, de egy műsorszámon belül soha. (Például kézenállásban biciklizett egy keréken.) Zhang Fan tényleg elképesztő, hibátlan produkciót mutatott be, kajálta is a közönség rendesen. | ” |
|   | |   |

## Különdíjasok
| Elnyerte        | Szám             | Ország       | Különdíj      |
| --------------- | ---------------- | ------------ | ------------- |
| Rippel Brothers | kézegyensúlyozók | Magyarország | Yoshimoto-díj |